# Ponte-Avancé
Ponte-Avancé (en néerlandais : Ponte-Avancé) est un hameau appartenant à la commune néerlandaise de L'Écluse, situé dans la province de la Zélande.
Le hameau est situé au sud d'IJzendijke, près d'une pièce de fortification de cette ancienne ville fortifiée, d'où il tire son nom.